# José López (Radsportler)
José López (* 1910; † unbekannt) war ein argentinischer Radrennfahrer.

## Sportliche Laufbahn
López war Teilnehmer der Olympischen Sommerspiele 1928 in Amsterdam. Im olympischen Straßenrennen wurde er beim Sieg von Henry Hansen als 21. klassiert. Die argentinische Mannschaft kam mit Lopez, Cosme Saavedra, Luis de Meyer und Francisco Bonvehi in der Mannschaftswertung auf den 8. Rang.